# Глосарій термінології франшизи «Дюна»
Це список термінології, використовуваної у вигаданому всесвіті «Дюна», створеного Френком Гербертом, першоджерелом якої є "Термінологія Імперії", глосарій, що міститься в романі «Дюна» (1965).

## А
- Аба — просторе вбрання, що носили фрименські жінки; зазвичай чорного кольору.
- Адаб — нав’язливий спогад, який виникає сам по собі.
- Акарсо — рослина із Сікуна (70 Змієносця А) з майже овальним листям. Зелені та білі смуги на ньому вказують на постійну наявність активних і завмерлих хлорофілових зон.
- Акль — випробування свідомості. Первинне значення — «Сім Містичних Запитань», які починаються з: «Хто той, що думає?»
- Аль-Лят — перше сонце людства; часто — будь-яке планетарне світило.
- Алям Аль-Міталь — містичний світ подібностей, де немає будь-яких фізичних обмежень.
- «Амполірос» — легендарний космічний «Летючий Голландець».
- Амталь, або Правило Амталь — загальне правило примітивних світів, відповідно до якого проводять випробування об’єктів дійсності для визначення меж можливостей і пошуку внутрішніх дефектів. Зазвичай позначає поняття «тест на міцність».
- Арракін — перше поселення на Арракісі; тривалий час — резиденція планетарного уряду.
- Арракіс — планета, відома як Дюна; третя планета в системі Канопус.
- Атраментова Лоза — в’юнка рослина, що росте на Ґ’єді Прайм. Нею часто батожать рабів у клітках. На тілах жертв залишаються бурякові шрами, які й багато років потому викликають залишковий біль.
- Аулія — у релігії дзен-сунізму це жінка, яка сидить по ліву руку від Бога; служниця Господа.
- Аумас — отрута, яку додають у їжу (особливо в тверду). У деяких діалектах — чаумас.
- Ач — «ліворуч»; команда стернового піщаному хробакові.
- Аят — знаки життя (див. Бурган).

## Б
- Б. Ґ. — абревіатура для позначення Бене Ґессерит. Іноді — Б. Г., її ставлять після дати. Означає «Без Гільдії», вказує на систему імперського літочислення, яке бере свій відлік від установлення монополії Космічної Гільдії.
- Бакка — плакальниця, що за фрименською легендою проливає сльози над усім людським родом.
- Баклава — ситні ласощі, які роблять, додаючи фініковий сироп.
- Балісет — дев’ятиструнний музичний інструмент; прямий нащадок цитри, який налаштовують згідно з нотною гамою чусук. Грають на ньому, перебираючи струни. Улюблений інструмент імперських трубадурів.
- Барабанні Піски — скупчення піску, де найменше зрушення піщинок викликає звук, який дуже нагадує бій барабанів.
- Барака — наділена магічними здібностями жива свята людина.
- Батлеріанський Джигад — див. Джигад; Батлеріанський (також «Велике повстання»).
- Башар (часто: полковник-башар) — офіцерське звання сардаукарів, що, за стандартною військовою класифікацією, трохи вище за звичайного полковника. Ранг, створений на позначення військового керівника планетарного району. (Башар корпусу — звання, яким послуговуються винятково військові.)
- Бедвайн — див. Іхван Бедвайн.
- Бела Теґейзе — п’ята планета системи Куентсінґ; місце третьої зупинки дзен-сунітів (фрименів) під час примусової міграції.
- Бене Ґессерит — давня школа ментальних і фізичних тренувань. Її було створено (передусім для жінок) після того, як Батлеріанський Джигад знищив «розумні машини» та роботів.
- Битва за Коррин — космічна битва, від якої походить ім’я Дому Коррино. Відбулася біля Сігми Дракона в рік 88 Б. Г. Її результатом стало встановлення панування Дому із Салуси Секундус.
- Бі-Ля Кейфа — амінь (буквально: «подальші пояснення не потрібні»).
- Бінду — той, що стосується нервової системи людини, зокрема, її тренування. Часто кажуть: «бінду-інервація» (див. Прана).
- Бінду-затримка — особлива самонавіювана форма каталепсії.
- Блед — рівнина, відкрита пустеля.
- Бойова мова — спеціальна мова зі спрощеною етимологією, розроблена для легшої комунікації під час бою.
- Бурган — докази життя (зазвичай «аят» та «бурган життя», див. Аят).
- Бурка — пристібна накидка, яку фримени носять у відкритій пустелі.
- Бурсеґ — командир сардаукарів.
- Бхотані Джиб — див. Чакобса.

## В
- Валі — невипробувана фрименська молодь.
- Валлах ІХ — дев’ята планета системи Лаоджин, штаб-квартира Материнської Школи Бене Ґессерит.
- Варота — відомий майстер із виробництва балісетів, уродженець Чусука.
- Велика Конвенція — міжгалактичне перемир’я, встановлене після віднайдення балансу між Гільдією, Великими Домами та Імперією. Головний закон Конвенції забороняє використання ядерної зброї проти людей. Кожен закон Великої Конвенції починається словами: «Обітниці слід дотримуватися…»
- Велика Матір — рогата богиня; феміністичне начало космосу (зазвичай Матір-Космос); жіночий складник великої трійки чоловічого, жіночого та нейтрального начал, яку вшановують як Вищу Істоту в багатьох релігіях Імперії.
- Велике Повстання — загальний термін на позначення Батлеріанського Джигаду (див. Батлеріанський Джигад).
- Верите — одна з наркотичних речовин з Еказа, що відбирає волю людини, позбавляючи її можливості брехати.
- Верхований Проктор — Превелебна Матір Бене Ґессерит, яка також є директором регіональної Бене-Ґессеритської школи (зазвичай Бене Ґессерит із Зором).
- Вершник Піску — фрименське поняття на позначення того, хто здатен зловити піщаного хробака та їздити на ньому.
- Виклик Тахадді — фрименський виклик на смертельний двобій, зазвичай через дуже важливі причини.
- Вища Рада — внутрішні збори Ландсрааду, які проводять, щоб розв’язати суперечки між Домами.
- Війна Асасинів — форма обмежених бойових дій, дозволена Великою Конвенцією та Гільдійським Миром. Мета — зменшити кількість жертв серед невинних свідків. Правила передбачають формальне оголошення намірів та обумовлену зброю.
- Військовий транспорт — будь-який корабель Гільдії, пристосований для перевезення військових між планетами.
- Вільні торгівці — ідіома на позначення контрабандистів.
- Віметал — метал, який виготовляють вирощуванням кристалів ясміуму в дюралюмінії. Вирізняється надзвичайною міцністю на розрив відносно ваги. Назва походить від його частого використання в складаних конструкціях, які відкриваються за принципом віяла.
- Вітрова пастка — прилад, який розміщують проти вітру, щоб виловлювати вологу з повітря (найчастіше шляхом різкого та відчутного зниження температури).
- Вловлювач отрути — радіаційний аналізатор, що розпізнає запахи. Його використовують для виявлення отруйних речовин.
- Вогненний стовп — звичайна сигнальна вогняна ракета, якою користуються у відкритій пустелі.
- Вода життя — «отрута просвітлення» (див. Превелебна Матір). Точніше, це рідкі виділення піщаного хробака (див. Шай-Хулуд), що виробляються в мить його смерті у воді й модифікуються в тілі Превелебної Матері та стають наркотиком, який використовують у тау-оргії на січі. Психоспектральний наркотик.
- Водна дисципліна — суворе виховання, яке проходять мешканці Арракіса, щоб жити, не марнуючи вологу.
- Водожрець — висвячений фримен, який виконує ритуальні дії з водою та Водою Життя.
- Водокишеня — кишеня будь-якого дистикоста, у якій збирається і зберігається вода.
- ВОДОМІРНИКИ — металеві кільця різного розміру, кожне з яких позначало певну кількість води, яку фримен може отримати із запасів племені. Водомірники мають глибинне значення (яке виходить навіть за межі грошей) у ритуалах народження, смерті та залицяння.
- Водотрубка — будь-яка трубка в дистикості чи диститенті, яка переносить очищену воду до водокишені або з водокишені до людини.

## Г
- Гаґал — «планета коштовностей» (ІІ Тета Шавей). Під час правління Шаддама І всі її ресурси було вичерпано.
- Гаджра — мандрівка пошуків.
- Гайлайнер — головний вантажний корабель у транспортній системі Гільдії Лоцманів.
- Гаки Творця — гаки, які використовують, щоб зловити піщаного хробака Арракіса, видертися на нього та керувати ним.
- Ганіма — щось здобуте в бою або на дуелі. Зазвичай це простий спогад про бій.
- Гарвестер, або Промисловий Гарвестер — велика (зазвичай — 120 на 40 м) машина з видобутку прянощів, яку часто використовують на багатих, чистих меланжевих родовищах (зазвичай називають «краулером» через жукоподібне тіло на окремих гусеничних шасі).
- Гільдія — Гільдія Лоцманів, одна з основ політичної триноги, що підтримує Велику Конвенцію. Гільдія — друга школа фізично-ментальних тренувань (див. Бене Ґессерит), яка виникла після Батлеріанського Джигаду. Дата встановлення монополії Гільдії на космічні перельоти, перевезення та міжпланетну банківську справу стала точкою відліку для імперського календаря.
- Гільдія Лоцманів — див. Гільдія.
- Голос — комбіноване тренування, розроблене Бене Ґессерит, яке дає змогу адептам учення контролювати інших, просто підбираючи відповідні відтінки голосу.
- Грабен — видовжена геологічна впадина, що виникає під час зсуву піску, спровокованого рухом внутрішніх кристалічних шарів.
- Гудічар — свята істина (переважно у вислові «Гудічар мантене: «початкова істина, що підтримує…»).
- Гупало — коротка палиця з пружинною хлопавкою на кінці. Використання: гупало застромлюють у пісок, тоді воно починає «гупати», приманюючи Шай-Хулуда (див. Гаки Творця).

## Ґ
- Ґалах — офіційна мова Імперії. Гібрид інгло-слов’янської зі значними запозиченнями культурно-спеціалізованих термінів, засвоєних у процесі тривалих міграцій людства.
- Ґамонт — третя планета системи Нюше. Відома своєю гедоністичною культурою та екзотичними сексуальними практиками.
- Ґар — меса.
- Ґафля — схильність до абсолютної неуважності; так називають непостійних людей. Тих, кому не можна довіряти.
- Ґейрат — «прямо вперед»; команда стернового хробакові.
- Ґ'єді Прайм — планета Змієносця В (36), батьківщина Дому Харконненів. Світ середньої плодючості з низьким рівнем фотосинтезу в рослин.
- Ґінац, Дім — колишні союзники Герцога Лето Атріда. Їх перемогли у війні асасинів із Ґрумманом.
- Ґом Джаббар — «ворог зарозумілості»; особлива отруєна голка з наконечником із метаціанідом, яку проктори Бене Ґессерит використовують під час випробування на усвідомлення себе людиною. У разі негативного результату — смерть.
- Ґрідекс — розподільний сепаратор. Його використовують, щоб відділити пісок від меланжево-пряної маси; прилад другої стадії очищення прянощів.
- Ґрумман — друга планета системи Нюші, переважно відома через ворожнечу її правлячого Дому Морітані з Домом Ґінац.

## Д
- Дапт — акронім назви: «Добропорядний Альянс Прогресивних Торгівців» — міжгалактична корпорація, що перебуває під контролем Імператора та Великих Домів; Гільдія Лоцманів і Бене Ґессерит — «мовчазні» компаньйони корпорації.
- Дар Аль-Хікман — школа релігійного усного та письмового перекладу.
- Двері обережності або Заслін обережності (у розм. мові — обер-двері чи обер-заслін) — будь-який пентащит, пристосований для втечі обраних осіб у разі переслідування (див. Пентащит).
- Дверна Печатка — портативна пластикова герметична пломба, яку фримени використовують для збереження вологи в тимчасових печерних таборах.
- Дерч — «праворуч»; команда стернового хробакові.
- Джигад — релігійна війна; хрестовий похід.
- Джигад, Батлеріанський — (див. також Велике повстання) — хрестовий похід проти комп’ютерів, мислячих машин і розумних роботів, який почався у 201 році Б. Г. і тривав до 108 року Б. Г. Його основна заповідь залишилася в тексті О. К. Біблії: «Не сотвори машини, яка б імітувала розум Людини».
- Дзен-Суніти — послідовники розкольницької секти, що відійшла від учень Маомета (так званого «Третього Мухаммеда») близько 1381 року Б. Г. Релігія дзен-сунітів вирізняється посиленою увагою до проявів містики та прагненням повернутися «на шляхи батьків». Більшість учених називає Алі Бена Охаші лідером початкової схизми, однак є певні свідчення, що Охаші може бути лише глашатаєм ідей Нісаї, своєї другої дружини.
- Диктум Фаміліа — правило Великої Конвенції, яке забороняє вбивство осіб королівської крові або ж членів Великого Дому шляхом неофіційної зради. Диктум фаміліа визначає основні правила та обмеження щодо вбивств.
- Дистикост — винайдене на Арракісі вбрання, що щільно прилягає до тіла. Його виготовляють із багатошарової тканини, яка відводить тепло та виконує функцію фільтра для тілесних відходів. Очищена рідина доступна через трубки з водокишені.
- Диститент — маленький еластичний намет із мікросандвіч-тканини, пристосований для отримання питної води з навколишньої вологи, яку видихають його мешканці.
- Дистранс — прилад, що створює тимчасовий нейронний імпринт на нервовій системі лиликоподібних[1] або птахів. Звичайний крик істоти модулюється в імпринтне повідомлення, яке можна розшифрувати за допомогою іншого дистранса.
- Дім — ідіома на позначення правлячого клану планети або планетарної системи.
- Довідник Асасина — датований третім століттям довідник про отрути, які використовували під час Війни Асасинів. Пізніше книжку розширили, додавши в неї список смертоносних механізмів, дозволених Гільдійським Миром і Великою Конвенцією.
- Долоневий замок — замок (або пломба), що відкривається від дотику долоні, на яку він/вона налаштовані.
- Другий місяць — менший із двох супутників Арракіса. В обрисах його ландшафту можна помітити силует кенгурової миші.

## Е
- Его-проєкція — портрет, створений за допомогою шиґаструнного проектора, що може відтворювати найменші рухи людини, які, за повір’ями, містять її сутність.
- Еказ — четверта планета в системі Альфа Центавра Б; рай для скульпторів. Отримала свою назву через те, що є батьківщиною туманного дерева, яке в процесі зростання змінює свою форму під впливом людської думки.
- Елака — наркотик, який виготовляють перепалюванням багатої на спирт деревини елакового дерева. Наркотик спричиняє майже повну втрату інстинкту самозбереження. Шкіра наркомана набуває характерного морквяного відтінку. Зазвичай його використовують для підготовки рабів-гладіаторів до бою.
- Ель-Саяль — «піщаний дощ». Пил, що опадає на землю з висоти приблизно 2 000 метрів, куди його підносять коріолісові бурі. Ель-саяль часто переносить вологу з вищих шарів атмосфери на нижні.
- Ерг — просторі обшири дюн, море піску.
- Ефект Гольцмана — відштовхувальний ефект, що створює генератор силового поля.

## Ж
- Жмакаш — військовий космічний корабель, який складається з кількох менших кораблів, поєднаних між собою. Така конструкція дає йому змогу падати на ворожі позиції, розчавлюючи їх.

## 3
- Збирачі роси — працівники, які за допомогою схожого на серп інструмента, росоріза, збирають росу з рослин Арракіса.
- Залишкова отрута — винахід, який приписують ментатові Пітеру де Врісу. У тіло людини вводять отруту, для захисту від якої треба постійно вживати антидот. Якщо антидот не давати, жертва миттєво помре.

## І
- Ібн-Кіртайба — «Ось священні слова…». Формальний початок фрименських заклинань (походять із панопліа профетикус).
- Ідажз — пророцтво, яке за своєю суттю не може бути відкинуте; незаперечне пророцтво.
- Ікс — (див. Річеза).
- Ікут-Ей! — крик продавця води на Арракісі (етимологія невідома) (див. Су-Су-Сук!).
- Ільм — теологія; наука про релігійну традицію; одне з напівлегендарних джерел релігії дзен-сунітських кочівників.
- Імперське Кондиціонування — винахід Сукської медичної школи; найвище кондиціонування, яке позбавляє людину здатності відбирати чуже життя. Утаємничені мають татуювання на лобі у вигляді діаманта, зобов’язані носити довге волосся і стягувати його срібним сукським кільцем.
- Істіслях — правило про загальне благоденство; зазвичай передує згадці про жорстку необхідність.
- Іхван Бедвайн — братерство всіх фрименів на Арракісі.

## К
- Каїд — сардаукарське офіцерське звання для військових, які працюють із цивільними; військовий губернатор усього планетарного району; за званням вищий за башара, але не дорівнює бурсеґові.
- Каладан — третя планета від Дельти Павича; місце народження Пола-Муад’Діба.
- Канат — відкритий канал через пустелю зі стабільними умовами транспортування води для поливу.
- Канлі — офіційна ворожнеча або вендета, що підпорядковується принципам Великої Конвенції і проводиться відповідно до суворих правил (див. Суддя зміни). Виникла для захисту непричетних свідків.
- Канто та Респонду — ритуальні камлання, частина Панопліа Профетикус Міссіонарії Протектіви.
- Карама — диво; дія, вчинена завдяки впливу світу духів.
- Квізара Тафвід — фрименські священики (після Муад’Діба).
- Квізац Хадерах — «Той, що скорочує шлях». Таке ім’я Бене Ґессерит дали невідомому, якого хотіли отримати шляхом генетичних схрещень: чоловік із ордену Бене Ґессерит, органічні ментальні потужності якого могли б об’єднувати простір і час.
- Кинджал — двосічний короткий меч (чи довгий ніж) із трохи викривленим лезом завдовжки двадцять сантиметрів.
- Кіртайба — див. Ібн-Кіртайба.
- Кісва — будь-яке зображення або візерунок, створені на основі фрименської міфології.
- Кітаб Аль-Ібар — створена фрименами Арракіса книга, що водночас є довідником із виживання та релігійним катехізисом.
- Ковзолез — будь-яке тонке коротке лезо (часом із отрутою на вістрі) для лівої руки в бою зі щитом.
- Конус тиші — силове поле, що обмежує рівень звуку: голосу або будь-яких інших звукових коливань, активно приглушуючи їх за допомогою згенерованих коливань із протилежною фазою.
- Коріолісова буря — будь-яка велика піщана буря на Арракісі, коли вітер, проносячись відкритими рівнинами, дужчає завдяки обертанню самої планети, часом досягаючи швидкості 700 км на год.
- Коронна гряда — другий, найвищий рівень захисних скель Оборонної стіни Арракіса (див. Оборонна стіна).
- Кримскілове волокно, або Кримскілова мотузка — «колюче волокно», сплетене з лози хуфуфа з Еказа. Кримскілові вузли стискатимуться все тугіше від найменшої спроби розв’язати їх (для детальнішого ознайомлення див.: Голджанс Вонбрук «Лози-душителі з Еказа»).
- Крис-Ніж — священний ніж фрименів Арракіса. Із зуба мертвого піщаного хробака виготовляють два варіанти ножа: «фіксований» та «нефіксований». «Нефіксований» ніж має зберігатися біля людського тіла, у його біоелектричному полі. Так можна запобігти руйнації леза. «Фіксовані» ножі готують по-особливому для подальшого зберігання. Довжина леза — близько двадцяти сантиметрів.
- Кулон — пристосований до умов Арракіса дикий осел із азійських степів Терри.
- Кулль Вахед! — «Я повністю вражений!» Щире здивування, звичне для Імперії. Точний переклад залежить від контексту. (Кажуть, що Муад’Діб, побачивши, як вилуплюється пташеня пустельного яструба, прошепотів: «Кулль вахед!»)
- Кусен — кревний родич наступного рівня за двоюрідними.

## Л
- Ла, Ла, Ла — фрименський крик горя («Ла» перекладають як остаточне заперечення; «ні», що неможливо оскаржити).
- Лазеростріл — лазерний проектор неперервної дії. У культурах, де поширені силові щити, його використання як зброї обмежене, оскільки в момент перетину щита променем лазера стається потужний вибух (технічно — це термоядерна реакція).
- Легіон, Імперський — десять бригад (приблизно 30 000 осіб).
- Лібан — фрименський лібан — це розчинені у воді з юковим борошном прянощі. Історично — кисломолочний напій.
- Лісан Аль-Гайб — «Голос із Дальнього Світу». Пророк з іншого світу у фрименських месіанських легендах. Часом перекладають як «Той, хто дає Воду» (див. Магді).
- Літротара — контейнер на один літр із герметичною кришкою для транспортування води на Арракісі; його виготовляють зі щільного, небиткого пластику.
- Люди Барханів — ідіома на позначення людей, які працюють у відкритій пустелі на Арракісі: шукачі прянощів, видобувачі прянощів, піщані робітники.
- Людина Гака — фримен із гаками Творця, який має заарканити хробака.

## М
- Магді — у фрименських легендах — «Той, хто поведе нас до Раю».
- Майстер піску — управитель робіт із видобутку прянощів.
- Маленький творець — напіврослина, напівтварина, що живе глибоко в пісках. Зародок арракійського піщаного хробака.
- Мандрівник піску — фримен, навчений виживати у відкритій пустелі.
- Мантене — основоположна мудрість; наріжний аргумент, перший принцип (див. Гудічар).
- Мауля — раб.
- Мауля-Пістоль — пружинна зброя, що стріляє отруєними дротиками; дальність стрільби — прибл. 40 метрів.
- Меланж — «прянощі з прянощів». Арракіс — унікальне джерело цієї сільськогосподарської культури. Прянощі відомі своїм геріатричним ефектом. Викликають легке звикання, якщо їх уживати маленькими дозами, середнє — коли щоденно отримувати дозу речовини у співвідношенні: 2 грами на 70 кілограмів тіла (див. Ібад, Вода життя, Премеланжева маса). Муад’Діб казав, що прянощі — це ключ до його пророчих здібностей. Гільдія Лоцманів виголошувала такі самі заяви. Ціна на прянощі на ринку Імперії сягала 620 000 соляріїв за декаграм.
- Ментат — клас громадян Імперії, яких тренують для ідеального володіння логікою. «Люди-комп’ютери».
- Метаскло — скло, виготовлене методом інфузії газу в листи ясміумного кварцу. Поціноване за надзвичайну міцність на розрив (приблизно 450 000 кг на квадратний сантиметр для товщини два сантиметри) й здатність вибірково фільтрувати проміння.
- Мисливець-Шукач — рухома металева голка із силовою підвіскою. Зброя, якою керують дистанційно з контрольної панелі; звичайне спорядження асасина.
- Мінімічні фільми — аркуш шиґаструна, діаметром один мікрон. Його використовують у розвідці та контррозвідці для передавання даних.
- Міср — історична самоназва дзен-сунітів: «Люди».
- Міссіонарія Протектіва — частина ордену Бене Ґессерит, мета якої — поширювати в примітивних світах чіпкі забобони, які відкривали б ці території для експлуатації Бене Ґессерит (див. Панопліа Профетикус).
- Міхна — період випробовувань для фрименських юнаків, які бажають стати дорослими.
- Міш-Міш — абрикоси.
- Молодші Доми — планетарний підприємницький клас (на ґаласі — «річеса»).
- Монітор — десятисекційний космічний корабель із міцною бронею та щитом. Така конструкція дає змогу апарату розділятися на окремі секції для автономного зльоту після приземлення на планету.
- Му зейн валлах! — «Му зейн» буквально означає «нічого гарного», а «валлах» — підсилювальний кінцевий вигук. Цими словами фримени традиційно починають проклинати ворогів. «Валлах», підсилюючись словами «му зейн», набуває такого значення: «нічого доброго, зовсім поганий, ні на що не здатний».
- Муад'Діб — кенгурова миша, що призвичаїлася до життя на Арракісі. У землецентричній міфології фрименів цю тварину асоціюють із візерунком на поверхні другого місяця планети. Фримени захоплюються тваринкою через її здатність виживати у відкритій пустелі.
- Мудір Нах'я — так фримени називали Звіра Раббана (графа Раббана Ланківейльського), кузена барона Харконнена, який багато років був сиридар-правителем Арракіса. Ім’я часто перекладають як «володар-демон».
- Мускі — отрута, яку додають у напої (див. Чаумуркі).

## Н
- На — префікс, що означає «призначений», або ж «наступний у роду». Отже, «на-барон» — спадкоємець баронства.
- Наїб — той, хто дав клятву ніколи не потрапити в руки ворога живим; традиційна клятва фрименської старшини.
- Напівбрати — сини наложниць із одного Дому. Офіційно визнано, що в них один батько.
- Ненащ — з ґалаху — «найближчий чужинець», тобто «той, хто не належить до найближчої спільноти», «не обраний».
- Низькоділ — населені низовини на Арракісі, оточені ґрунтовими підвищеннями, що захищають їх від більшості бур.
- Низкодольна схема — карта поверхні Арракіса, де позначені найнадійніші паракомпасні шляхи між укриттями (див. Паракомпас).
- Нуккери — офіцери особистої охорони Імператора, кревні родичі Падишаха. Традиційне звання для синів королівських наложниць.

## О
- Оборонна стіна — гірський ланцюг у північних широтах Арракіса, що захищає відносно малу територію від повної сили планетарних коріолісових бур.
- Олійна лінза — крапля олії хуфуфа, її форма й розташування в зоровій трубі, як частині збільшувального чи іншого оптичного інструмента, підтримується обмежувальним силовим полем. Оскільки форму кожної лінзи можна регулювати з точністю до мікрона, олійні лінзи вважають максимально точними приладами для маніпуляцій із видимим світлом.
- Опафір — одна з рідкісних опалінових коштовностей із Хагала.
- Оператор прянощів — будь-який мешканець Дюни, що контролює та спрямовує рухому техніку на пустельній поверхні Арракіса.
- Оранжистська католицька біблія — «Збірна книга», релігійний текст, створений Комісією екуменічних перекладачів. Містить елементи більшості давніх релігій, зокрема: маометанського саарі, махаянського християнства, дзен-сунітського католицизму та будісламських традицій. Основна заповідь: «Нехай не спотвориш ти душу свою».
- Орнітоптер (зазвичай «'топтер») — будь-який літальний апарат, що може пересуватися в повітрі, розмахуючи крилами, як птах.
- Очі Ібада — характерний наслідок дієти з великим умістом меланжу. Білки та зіниці очей набувають кольору глибокої блакиті (свідчить про сильну меланжеву залежність).

## П
- Падина — на Арракісі — будь-який низовинний регіон або западина, утворені під впливом осідання підґрунтового шару. (На планетах, де вистачає рідини, падина свідчить про те, що ця територія була колись укрита водою. Вважають, що на Арракісі є принаймні одне таке місце, хоча це твердження досі лишається сумнівним.)
- Панопліа Профетикус — термін, що позначає чіпкі забобони, якими користується Бене Ґессерит для управління примітивними регіонами (див. Міссіонарія Протектіва).
- Паракомпас — будь-який компас, що вказує напрямок, орієнтуючись за місцевими магнітними аномаліями; його використовують за наявності відповідних карт і в разі, коли загальне магнітне поле планети нестабільне або маскується сильними магнітними бурями.
- Паралізатор — повільна метальна зброя, що стріляє дротиками з отрутою чи наркотиком на вістрі. Ефективність обмежується варіантами налаштувань щита та швидкістю руху паралізатора відносно цілі.
- Парувальний індекс — основний Бене-Ґессеритський реєстр людської розплідної програми, кінцева мета якої — виведення Квізаца Хадераха.
- Пейони — селяни та працівники на планеті, один із основних класів системи фафрилах. Формально перебувають під протекторатом планети.
- Пентащит — п'ятишарове силове поле щита, що може закривати невеликі ділянки на кшталт дверей чи проходів (більші щити втрачають стабільність із кожним новим шаром). Такий захист майже повністю перекриває хід людині без «хамелеона» з кодами від щита (див. Двері Обережності).
- Перший місяць — основний супутник Арракіса; сходить уночі першим; на його поверхні чітко помітно слід від людського кулака.
- Пилове провалля — будь-яка глибока розколина або вирва в пустелі Арракіса, заповнена пилом. На вигляд не дуже відрізняється від навколишньої поверхні, але смертельна пастка, бо людина чи тварина потоне в ній і задихнеться (див. Припливний пиловий басейн).
- Підготовка — коли йдеться про Бене Ґессерит, це загальновживане поняття набуває особливого значення: тренування нервів і м'язів (див. Бінду та Прана) до найдосконалішого природного стану.
- Піретична свідомість — так звана «свідомість вогню»; заборонний рівень, на який впливає імперське кондиціонування (див. Імперське кондиціонування).
- Піскошноркель — прилад для дихання, що накачує повітря з поверхні під засипаний піском диститент.
- Пістолет Барадай — розроблений на Арракісі пістолет зі статично зарядженим порошком для нанесення на пісок великих кольорових маркерів.
- Піщаний краулер — загальний термін, що позначає машини, сконструйовані для роботи на поверхні Арракіса (для пошуку та збору меланжу).
- Піщаний приплив — розм. пиловий приплив — різниця в рівні певних заповнених пилом басейнів на Арракісі, спри-чинена гравітаційними впливами сонця та супутників (див. Припливний пиловий басейн).
- Піщаний хробак — див. Шай-Хулуд.
- Пласталь — сталь, стабілізована волокнами стравідіуму, вживленими в її кристалічну структуру.
- Плащ Джубба — універсальний плащ (може як убирати, так і відштовхувати інфрачервоне випромінювання; його також використовують як гамак або намет). На Арракісі його зазвичай носять поверх дистикоста.
- Пленісцента — екзотична квітка з Еказа. Відома своїм солодким ароматом.
- Повітряний спостерігач — легенький орнітоптер, що входить до складу робочої групи з видобутку прянощів. Відповідає за спостереження і захист.
- Погодовидець — спеціально підготована людина, що передбачає погоду на Арракісі, вміє стовпувати пісок і читати вітрові візерунки.
- Поритрин — третя планета системи Епсілон Аланг. Кочівники дзен-суніти вважають цю планету своєю батьківщиною, однак аналіз їхньої мови та міфології свідчить про походження з іншої, значно давнішої планети.
- Портигюль — помаранч.
- Правдомовиця — Превелебна Матір, яка може входити в Транс Правди та розпізнавати нещирість або брехню.
- Прана (прана-мускулатура) — м'язи тіла; термін уживають тоді, коли м'язи розглядають як єдине ціле, що проходить найскладніші тренування.
- Превелебна матір — у первісному значенні — проктор Бене Ґессерит, яка трансформувала у своєму тілі «отруту просвітлення» і піднялася на новий щабель знання. Фримени використовують цю назву для своїх релігійних лідерів, що пройшли подібне «просвітлення» (див. також Бене Ґессерит і Вода життя).
- Премеланжева маса — грибкова культура, що активно розростається після потрапляння води у виділення маленьких творців. На цій стадії арракійські прянощі «вибухають», пересуваючи підземні маси на поверхню. Ця маса, висохнувши на сонці та повітрі, стає з часом меланжем (див. також Меланж; Вода життя).
- Припливний пиловий басейн — будь-яка велика заглибина на поверхні Арракіса, яка за століття заповнилася пилом і де трапляються пилові припливи (див. Піщані припливи).
- Просе-Вербаль — напівофіційна заява про злочин проти Імперії. Юридично перебуває між невпевненим усним твердженням й офіційним звинуваченням у зраді.
- Прянощі — див. Меланж.

## Р
- Рада старшин — не плутати з Вищою Радою. Офіційні збори фрименських старшин, які проводять для затвердження бою, що визначить лідерство в племені. (Рада — це збори, організовані для ухвалення рішень, що стосуються всіх племен).
- Разія — напівпіратський партизанський рейд.
- Рамадан — давнє релігійне свято; період посту та молитов; історично — дев’ятий місяць сонячно-місячного календаря. Фримени святкують Р., коли перший місяць удев’яте проходить меридіан планети.
- Рачаґ — стимулятор кофеїнової групи, який видобувають із зернин акарсо (див. Акарсо).
- Рекатетер — трубки, що з’єднують видільну систему людини з циклічними фільтрами дистикоста.
- Ремпакет — ремонтний набір та запасні деталі для дистикоста.
- Рис Пунді — мутований рис із багатими на цукор зернами, довжина яких досягає чотирьох сантиметрів; основний продукт експорту з Каладана.
- Різний промінь — лазеростріл ближньої дії, що найчастіше використовують як ніж або хірургічний скальпель.
- Річеза — четверта планета системи Еридані А, відома, як і планета Ікс, своєю високорозвиненою машинною культурою. Знана через своє мистецтво мініатюризації. (Детальніше про причини, що допомогли Річезі та Іксу уникнути важких наслідків Батлеріанського Джигаду, див.: «Останній Джигад» Саммера та Каутмана.)
- Росозбірники або Росовсотувачі (не плутати зі «збирачами роси») — яйцеподібні прилади, що сягають чотирьох сантиметрів по великій дузі. Виготовлені з хромопластику, який сяє білим при світлі та стає прозорим у темряві. Має доволі холодну поверхню, на якій осідає ранкова роса. Фримени заповнюють ними заглибини в піску, завдяки чому мають маленьке, але надійне джерело води.
- Рух-Дух — згідно з віруваннями фрименів, частина особистості, що завжди занурена (здатна споглядати) у метафізичний світ (див. Алям Аль-Міталь).

## С
- Саду — судді. Так фримени називають «небесних суддів», яких прирівнюють до святих.
- Сайядіна — жінка-диякон у релігійній ієрархії фрименів.
- Салуса Секундус — третя планета системи Ґамма Вайпінь; після перенесення королівського двору на Кайтайн отримала статус планетарної в’язниці Імперії. Салуса Секундус — батьківщина Дому Коррино й місце другої зупинки кочівних дзен-сунітів під час їхньої міграції. Згідно з переказами фрименів, вони дев’ять поколінь були рабами на С. С.
- Салямлік — зала для імператорських аудієнцій.
- Сардаукари — солдати-фанатики, вірні Падишаху-Імператору. Вони жили в настільки суворих умовах, що шестеро з тринадцяти дітей помирали до одинадцятирічного віку. Військові навчання зосереджувалися на розвитку їхньої безжальності та майже самовбивчої зневаги до власної безпеки. Від народження їх учили використовувати власну жорстокість як зброю, послаблюючи ворогів жахом. Кажуть, що на піку їхнього впливу на справи у Всесвіті, у мистецтві фехтування вони нічим не поступалися майстрам із Ґінаца десятого рівня, а їхня хитрість у ближньому бою дорівнювала хитрості адептів Бене Ґессерит. Будь-хто із сардаукарів вартував десятьох солдатів Ландсрааду. До часу правління Шаддама ІV сардаукари були грізною силою, але їхню могутність підводила самовпевненість, а містичну основу їхньої бойової релігії сильно підточив цинізм.
- Сарфа — відхід, зречення Бога.
- Сафо — висококалорійний рідкий екстракт із бар’єрних коренів Еказа. Ментати часто вживають його, стверджуючи, що напій підвищує їхні ментальні здібності. У тих, хто вживає екстракт, рот і губи стають темно-червоними.
- Світлокуля — освітлювальний прилад на силовій підвісці, який сам себе живить (найчастіше завдяки органічним батареям).
- Сейлаґо — будь-які модифіковані лиликоподібні Арракіса, яких навчили передавати дистранс-повідомлення.
- Семута — другий наркотик, який видобувають із решток спаленої деревини елакового дерева способом кристалічної витяжки. Ефект, що описують як позачасовий і тривалий екстаз, проявляється в атональних вібраціях, названих музикою семути.
- Сервок — прилад із годинниковим механізмом для виконання простих завдань; один із небагатьох «автоматичних» пристроїв, дозволених після Батлеріанського Джигаду.
- Силова підвіска — ефект другої (низькочастотної) фази генератора поля Гольцмана. Підвіска нейтралізує силу гравітації в певних межах, визначених співвідношенням маси та енергоспоживання.
- Сират — уривок із О. К. Біблії, що описує людське життя як подорож вузьким мостом (Сиратом); «Рай по правій руці, пекло — по лівій, а Янгол Смерті — позаду мене».
- Сіхая — у фрименів — весна в пустелі. За релігійними віруваннями, це час процвітання і «прийдешнього раю».
- Січ — у фрименів — «місце зборів у часи небезпеки». Фримени настільки довго жили в небезпеці, що цей термін набув ширшого значення і вживається для будь-якого печерного поселення, де мешкає одне з племен.
- Солідо — об’ємне зображення, що передається солідо-проектором за допомогою 360-градусних опорних сигналів, закарбованих на шиґаструнній плівці. Іксіанські солідо-проектори зазвичай вважають найкращими.
- Солярії — офіційна грошова одиниця Імперії; її купівельну спроможність установлюють на переговорах між Гільдією, Ландсраадом та Імператором, що проводяться раз на чотириста років.
- Сондаґі — папоротевий тюльпан із Тупайле.
- Стовпування піску — мистецтво розташування пластикових волокнистих стовпів у пустелі Арракіса, а також читання візерунків, залишених на стовпах піщаними бурями для передбачення погоди.
- Субах уль кухар — «У тебе все гаразд?» — фрименське вітання.
- Субах ун нар — «У мене все гаразд» — традиційна відповідь.
- Суддя Зміни — чиновник, якого призначають Вища Рада Ландсрааду та Імператор для спостереження за передачею феоду, проведенням канлі та дотриманням формальних правил бою у війні асасинів. Арбітражні рішення судді можна оскаржити лише перед Вищою Радою в присутності Імператора.
- Су-Су-Сук! — крик продавця води на Арракісі. Сук — це ринкова площа (див. Ікут-Ай!).

## Т
- Таква — буквально «ціна свободи». Щось надзвичайно цінне. Те, що божество вимагає від смертного (і страх, викликаний цією вимогою).
- Тау — за визначенням фрименів, єдність січової спільноти, посилена меланжевою дієтою. Особливо проявляється під час тау-оргії єдності, викликаної вживанням Води Життя.
- Тахадді Аль-Бурган — найвище випробування, результат якого не піддається оскарженню (зазвичай тому, що є смертельним або руйнівним).
- Творець — див. Шай-Хулуд.
- Темні Матерії — ідіома, що позначає забобони, які насаджувала Міссіонарія Протектіва серед схильних до містицизму цивілізацій.
- Тест-Машад — будь-яке випробування, де честь (визначена як духовна репутація) опиняється на кону.
- Тлейлакс — самотня планета системи Таліма, відома як розкольницька школа ментатів; постачальник «зіпсутих» ментатів.
- Т-П. — абревіатура для «телепатії».
- Транс правди — напівгіпнотичний транс, викликаний одним із «психоспектральних» наркотиків, під час якого найдрібніші ознаки навмисної брехні відкриваються людині, що перебуває в ньому. (Зверніть увагу: «психоспектральні» наркотики є часто смертоносними для всіх, крім несприйнятливих осіб, здатних змінювати склад отрути у власному тілі.)
- Транспорт-коробки — загальний термін на позначення будь-якого вантажного контейнера неправильної форми, обладнаного абляційними поверхнями та системою силових підвісок. Його використовують для транспортування об’єктів із космосу на поверхню планети.
- Транспортувальник — різновид літального апарата (у розмовній мові — «крило»), основна тяглова сила на Арракісі. Його використовують для транспортування великого обладнання для пошуку, видобутку та очищення прянощів.
- Триніг смерті — ініціально: триніг, на якому кати пустелі вішали своїх жертв. Нині: троє членів Черема, об’єднані клятвою про помсту.
- Тупайле — так звана «планета притулку» (можливо, кілька планет) для знищених Домів Імперії. Її (їхнє) місце розташування відоме лише Гільдії. Планета лишалася недоторканною під час Гільдійського Миру.
- Тягар води — у фрименів — довічний борг.

## У
- Уляма — дзен-сунітський доктор теології.
- Умма — член пророчого братства. Також зневажливе слово в Імперії, що означало будь-яку «дику» людину, яка фанатично віддана якомусь передбаченню. Очевидно воно у зневажливому значенні позначало Обскурантизм.
- Урошнор — одна з позбавлених значення звукових комбінацій, яку Бене Ґессерит укорінюють у підсвідомість жертви з метою контролю. Почувши ці звуки, людина тимчасово заклякає.
- Усуль — у фрименів — «основа колони».

## Ф
- Фабрика прянощів — див. Піщаний Краулер.
- Фай — податок води; основний спосіб оподаткування на Арракісі.
- Фафрилах — установлені Імперією суворі правила класового розподілу. «Місце для кожної людини та кожна людина на своєму місці».
- Федайкіни — загони фрименських смертників; історично — група людей, які поклялися віддати життя за праве діло.
- Фікг — знання, релігійний закон; одне з напівлегендарних джерел релігії дзен-сунітських кочівників.
- Фільмокнига — запис на шиґаструні, який використовують із навчальною метою і для збереження мнемонічного імпульсу.
- Фільтраційний корок — носовий фільтр, який надягають разом із дистикостом, щоб зберегти вологу, яка виходить із тіла під час видиху.
- Космічний Фрегат — найбільший космічний корабель, який може як приземлятися на планету, так і підійматися з її поверхні єдиним цілим.
- Фримени — вільні племена Арракіса, мешканці пустель, нечисленні групи кочівників дзен-сунітів. («Піщані пірати», відповідно до словника Імперії.)
- Фримпакет — набір для виживання в пустелі фрименського виробництва.

## Х
- Хаааа-Йо! — наказ до дій; команда стернового хробакові.
- Хадж — свята подорож.
- Хайрег — тимчасовий табір фрименів у пустелі на відкритому піску.
- Халь Яум — «нарешті!»; фрименський вигук.
- Халя — традиційний вигук, що має вгамувати злих духів того місця, про яке ви згадали.
- Хардж — мандрівка пустелею, міграція.
- Хармонтеп — інгслі дає таку назву планеті, де відбувалася шоста зупинка дзен-сунітської міграції. Припускають, що це, ймовірно, вигадана планета системи Дельта Павича.
- Хеопс — пірамідальні дев’ятирівневі шахи. Перед гравцем стоїть подвійна мета: пересунути свого ферзя на вершину та поставити шах суперникові.
- Херем — братство ненависті (зазвичай учасників об’єднує жага помсти).
- Хустина Ножоні — хустина, яку одружені фрименські жінки або наложниці носили на лобі під каптуром дистикоста після народження сина.

## Ч
- Чакобса — так звана «магнетична мова», частково походить від прадавньої мови бхотані («бхотані джиб», де «джиб» означає «діалект»). Мішанина давніх діалектів, змінених задля потреб секретності. Була мисливською мовою бхотані — найманих асасинів Першої війни асасинів.
- Чарівницький — причетний до містики або ворожби (розм.).
- Чаумас (у деяких діалектах — аумас) — отрута, яку додають у тверду їжу. Відрізняється від отрути, що передається будьяким іншим способом.
- Чаумуркі (у деяких діалектах — мускі, або муркі) — отрута, яку додають у напої.
- Чусук — четверта планета системи Тета Шаліш; так звана «Музична планета», відома своїми висококласними музичними інструментами (див. Варота).

## Ш
- Шайтан — сатана.
- Шай-Хулуд — піщаний хробак із Арракіса, «Старець із Пустелі», «Прабатько-Вічність» та «Дідусь Пустелі». Потрібно зауважити: якщо цю назву вимовити з особливою пошаною або написати з великої літери, йтиметься про божество землі прадавніх фрименських вірувань. Піщані хробаки виростають до велетенських розмірів (у глибині пустелі трапляються екземпляри понад 400 метрів завдовжки) й доживають до поважного віку, якщо не гинуть через когось зі своїх або не топляться у воді, яка є для них отрутою. Вважають, що більша частина піску на Арракісі придатна для життя піщаних хробаків (див. Маленький творець).
- Шарі-А — частина панопліа профетикус, яка запроваджує забобонні ритуали (див. Міссіонарія Протектіва).
- Шах-Наме — напівлегендарна Перша Книга кочівників дзенсунітів.
- Шедаут — та, що черпає з криниці; фрименське почесне звертання.
- Шиґаструн — металевий екстракт із в’юнкої лози, нарві нарвіум, що росте лише на Салусі Секундус та ІІІ Дельті Кайсінґ. Його цінують за надзвичайно високу міцність на розрив.
- Шлаґ — тварина родом із планети Тупайле, яка майже вимерла внаслідок активного полювання на неї через тонку, але міцну шкуру.
- Шлях Бене Ґессерит — ретельне спостереження.

## Щ
- Щит, захисний — захисне поле, вироблене генератором Гольцмана. Принцип дії засновано на першій фазі нуліфікації підвісного ефекту. Щит пропускає лише ті об’єкти, які рухаються повільно (залежно від налаштувань ця швидкість варіюється від шести до дев’яти сантиметрів на секунду). Його може нейтралізувати тільки електричне поле велетенської сили (див. Лазеростріл).

## Я
- Я Хая Чугада — «Нехай живуть бійці!» — бойовий клич федайкінів. «Я» (зараз) у цьому поклику підсилено часткою «хая» (розтягнене «зараз»). «Чугада» (бійці) має додатковий відтінок значення: «бійці проти кривди». Особливістю цього слова є те, що згадані воїни не б’ються «за» якусь ідею, а лише «проти» чогось.
- Я! Я! Яум! — фрименський ритмічний спів, що виконують під час особливо важливого ритуалу. Корінь «я» означає «а тепер зверніть увагу». «Яум» — видозмінений заклик до негайної дії. Зазвичай спів перекладають так: «А тепер, послухайте!».
- Ялі — особисті помешкання фрименів на січі.